# Dušan Gojić
Dušan Gojić (Vinkovci, 26. siječnja 1953.) je hrvatski kazališni, televizijski i filmski glumac.

## Životopis
Na Akademiji dramske umjetnosti u Zagrebu diplomirao je 1975., a 1977. godine primljen je u stalni angažman u Dramu Hrvatskoga narodnog kazališta u Zagrebu, u kojem je igrao oko 150 uloga.
U braku je s opernom pjevačicom Sofijom Ameli.
Jedan od dvadeset potpisnika pisma upućenog zagrebačkom gradonačelniku Milanu Bandiću, u kojemu izražavaju svoju zabrinutost imenovanjem Zlatka Hasanbegovića članom Kazališnog vijeća HNK Zagreb.

## Filmografija

### Televizijske uloge
- "Nepokoreni grad" (1982.)
- "Zamke" kao Vuković (1983.)
- "Dobre namjere" kao gdin. Müller (2007.)
- "Urota" kao primarijus (2007. – 2008.)
- "Ponos Ratkajevih" kao Vladko Maček (2007. – 2008.)
- "Hitna 94" kao Marko (2008.)
- "Zakon ljubavi" kao kamatar (2008.)
- "Mamutica" kao Zdravko Klariž (2009.)
- "Zakon!" kao Trećoredac Nepomuk (2009.)
- "Dolina sunca" kao fra Anđelko (2010.)
- "Odmori se, zaslužio si" kao gospodin Špiranec (2010.)
- "Periferija city" kao svećenik #1 (2010.)
- "Najbolje godine" kao grof Vladan (2011.)
- "Larin izbor" kao sudac (2012.)
- "Počivali u miru" kao Petar Rukavina (2013.)
- "Zora dubrovačka" kao gospar Vlaho (2013. – 2014.)
- "Stipe u gostima" kao Šulek (2014.)
- "Počivali u miru" kao Grga Urem (2017.)
- "Bogu iza nogu" kao biskup (2021.)
- "Kumovi" kao liječnik (2022.)

### Filmske uloge
- "Pucanj" (1977.)
- "Puška u cik zore" kao policajac (1981.)
- "Samo jednom se ljubi" kao policajac (1981.)
- "Visoki napon" kao Marko (1981.)
- "Tamburaši" kao Jozo (1982.)
- "Pijanist" kao Brko (1983.)
- "Mala pljačka vlaka" kao srpski časnik (1984.)
- "Muklo" (2005.)
- "Crveno i crno" (2006.)
- "Čovjek koji nije mogao šutjeti" (2024.)

### Sinkronizacija
- "Zebra trkačica" kao grof Trenton (2005.)
- "Snjeguljica i sedam patuljaka" kao Lovac (2009.)
- "BFG: Blagi Fantastični Gorostas" kao Ljudohudožder (2016.)
- "Ljepotica i zvijer" kao Din-don (2017.)
- "Coco i velika tajna" kao Tetak Berto (2017.)
- "Kako je Gru postao dobar" (2017.)
- "Izbavitelji 2" kao Rik Rukola (2018.)
- "Petar Zecimir" kao g. Gregorec (2018.)
- "Sonic: Super jež, 2" kao zapovjednik Walters (2020., 2022.)
- "Space Jam: Nova legenda" kao galamiti Sem (2021.)
- "Monstermania" kao Zigi Marlon (2021.)

## Vanjske poveznice
- Dušan Gojić u internetskoj bazi filmova IMDb-u (engl.)
- Stranica na HNK.hr  Arhivirana inačica izvorne stranice od 21. kolovoza 2010. (Wayback Machine)